# Timothy Oshie
Timothy Leif Junior Oshie, dit T. J. Oshie, (né le 23 décembre 1986 à Mount Vernon dans l'État de Washington aux États-Unis) est un joueur professionnel américain de hockey sur glace évoluant pour les Capitals de Washington dans la Ligue nationale de hockey.

## Biographie

### Son enfance et ses années junior

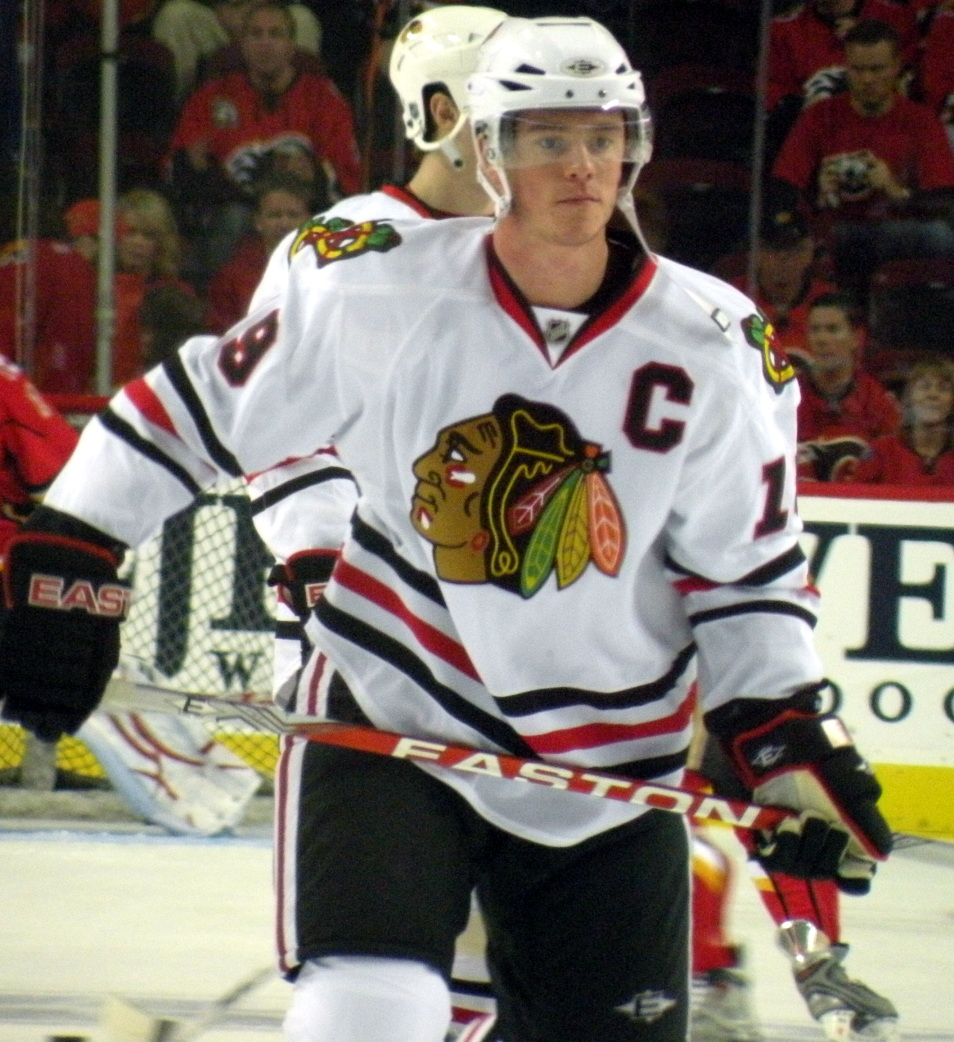
Jonathan Toews et Oshie jouent ensemble en 2005-2006 et 2006-2007

Timothy Leif Oshie est né le 23 décembre 1986 à Mount Vernon dans l'État de Washington aux États-Unis. Son père se nommant également Timothy, ses amis l'appellent Junior ou plus simplement T.J. Il grandit par la suite dans la ville de Everett mais rejoint Warroad en 2002. Le jeune Oshie suit alors les traces de son grand-père et du frère de celui-ci en rejoignant l'équipe de hockey de Warroad High School, les Warriors. Il passe trois saisons avec l'équipe qui évolue dans la Minnesota State High School League dont la dernière en 2004-2005 et amasse alors 241 points. Dès sa première saison avec l'équipe, il remporte le championnat local, le Class 1A championships en réalisant deux passes décisives lors de la finale remportée 3-1. En plus de jouer au hockey, il est également running back dans l'équipe de football américain de son école et joue au golf en été.
En 2004-2005, alors qu'il joue sa dernière saison avec Warroad, il donne la victoire aux siens en prolongation lors de la finale. Il joue également au cours de cette saison avec le Stampede de Sioux Falls dans l'United States Hockey League. À la fin de cette saison, il est le meilleur pointeur de l'ensemble des joueurs des différents lycées du Minnesota et est finaliste pour le titre du meilleur joueur de hockey pour l'ensemble des lycées du Minnesota, Mr. Hockey,. Oshie participe au repêchage d'entrée de la Ligue nationale de hockey de 2005. La saison 2004-2005 de la LNH ayant été annulée en raison d'un lock-out, l'ordre du repêchage est déterminé par un tirage au sort. Oshie est choisi lors du premier tour par les Blues de Saint-Louis, en tant que 24e joueur du repêchage. Au lieu de rejoindre la LNH, il continue ses études à l'Université du Dakota du Nord. Il passe ainsi trois saisons avec les Fighting Sioux de North Dakota dans la division Western Collegiate Hockey Association.
Au cours de la saison 2005-2006, en décembre, il participe au championnat du monde junior avec l'équipe des États-Unis qui se classe quatrième du tournoi. En sept rencontres, le jeune Oshie compte un but. De retour dans le championnat universitaire, à la fin de la saison, il totalise 45 points, 24 buts et 21 aides, en 44 matchs et joue aux côtés de Jonathan Toews, troisième choix du repêchage 2005. Troisième meilleur pointeur de son équipe, Oshie est nommé dans l'équipe type des recrues de la WCHA.
Oshie augmente son total de points en 2006-2007 en finissant la saison avec 52 points, il est le deuxième des Fighting Sioux. Avec 35 mentions d'assistances, il est le meilleur de son équipe et même de l'ensemble de la WCHA et est élu dans la troisième équipe type de la saison pour la division. Il joue sa dernière saison universitaire en 2007-2008 inscrivant 45 points en 42 rencontres ; il est alors élu dans la première équipe d'étoiles de la WCHA mais également dans la première équipe d'étoiles de l'ouest de l'ensemble des championnats de la National Collegiate Athletic Association. Il est également un des dix finalistes du Trophée Hobey-Baker remis au meilleur joueur de la NCAA. Le 30 juillet 2005, il est repêché au premier tour lors du repêchage d'entrée dans la LNH 2005 par les Blues de Saint-Louis. Le 13 mai 2008, Oshie signe son premier contrat professionnel avec les Blues de Saint-Louis.

### Carrière professionnelle

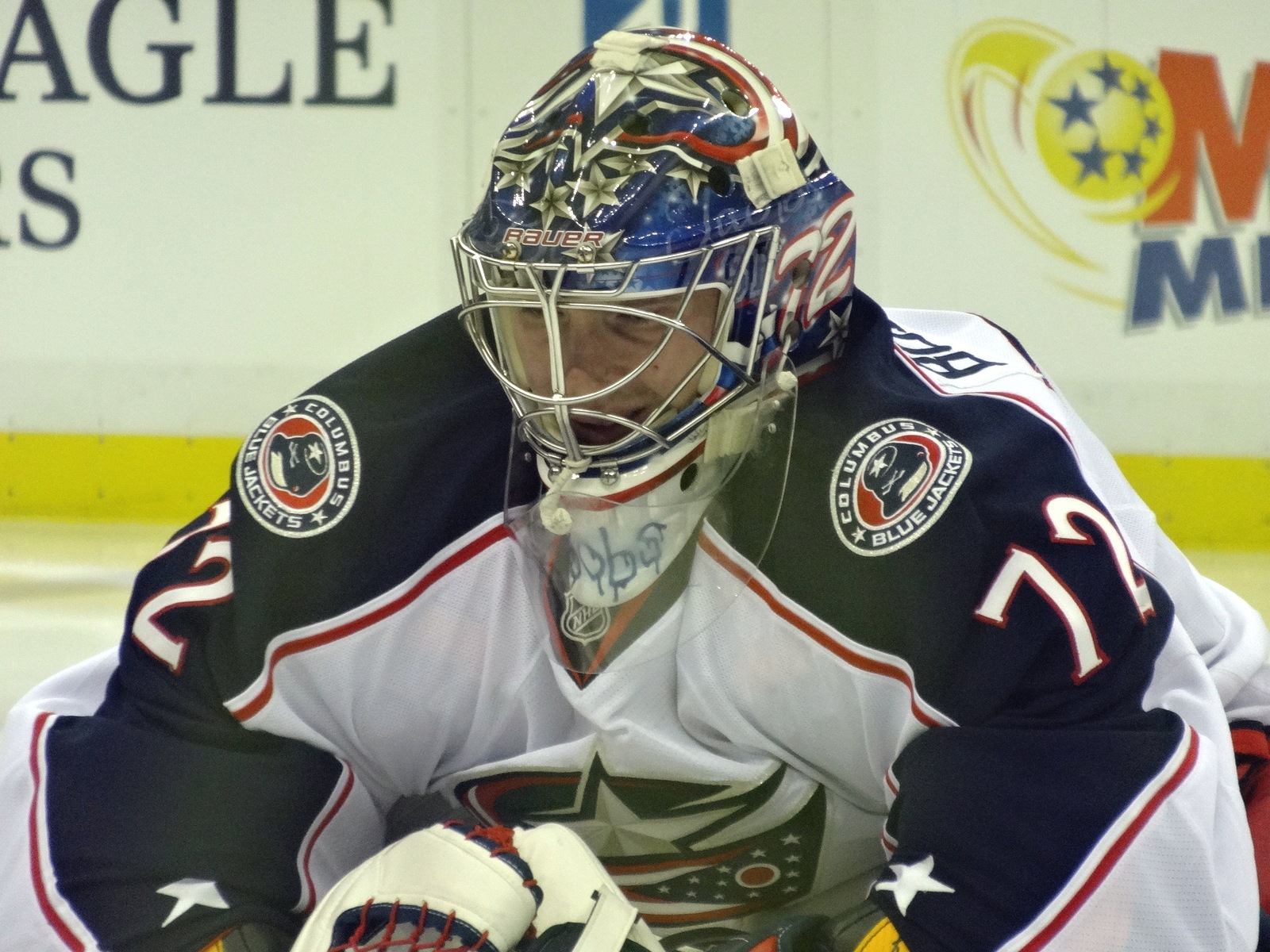
Oshie trompe quatre fois en six tirs de fusillade le gardien russe Sergueï Bobrovski, lors d'un match des Jeux olympiques de 2014.

Oshie participe au camp d'entraînement des Blues depuis quelques saisons et même s'il souhaite remporter le titre de championnat de la NCAA, il rejoint l'équipe des Blues pour la Saison 2008-2009 de la LNH. Il compte son premier point dans la LNH le 13 octobre 2008 contre les Maple Leafs de Toronto puis neuf jours plus tard, il inscrit son premier but contre les Red Wings de Détroit. Il a tout de fois déjà inscrit un but lors de la rencontre précédente, le 18 février, contre les Blackhawks de Chicago où évolue son ancien coéquipier, Toews. En effet, à la fin du temps réglementaire, les deux équipes sont à égalité et T. J. Oshie donne la victoire aux siens en trompant Nikolaï Khabibouline lors de la séance de tirs de fusillade. Oshie termine la saison avec 39 points en participant à 57 rencontres sur 82. Les Blues se classent troisièmes de la division Centrale et sont éliminés dès le premier tour des séries éliminatoires par les Canucks de Vancouver. La saison n'est cependant pas terminée pour Oshie qui participe avec les États-Unis au championnat du monde. L'équipe est éliminée en demi-finale par les Russes puis perd le match pour la médaille de bronze contre la Suède.
Avec 48 points à la fin de la saison suivante, Oshie est le deuxième meilleur pointeur de son équipe derrière Andy McDonald mais cela ne suffit pas pour que leur formation se qualifie pour les séries éliminatoires. Oshie ne participe pas en cours de saison aux Jeux olympiques de 2010 où les États-Unis remportent la médaille d'argent, mais il est du voyage en Allemagne pour le championnat du monde. Malgré quatre buts en six rencontres par Oshie, les États-Unis finissent le tournoi à la treizième place du classement.
Oshie se blesse le poignet au début de la saison 2010-2011 et manque trois mois de compétition, soit 31 rencontres. Il compte ainsi 34 points en 49 rencontres et les Blues ne se qualifient toujours pas pour les séries. Oshie signe une prolongation de contrat au cours de l'été 2011 pour une saison supplémentaire et doit faire ses preuves s'il souhaite rester au club. Il connaît une saison pleine en participant à 80 matchs sur 82 et se classe premier ex æquo avec David Backes pour le plus haut total de points de l'équipe, soit 54. Les Blues finissent premiers de leur division et abordent les Séries éliminatoires de la Coupe Stanley 2012 en tant que tête de série. Ainsi, ils ont l'avantage de commencer la série du premier tour contre les Sharks de San José sur leur glace. Oshie et les Blues éliminent les Sharks 4-1. Malgré leur bonne place au classement, les Blues sont éliminés 4-0 dès le deuxième tour par les Kings de Los Angeles, dernière équipe qualifiée pour les séries et futurs vainqueurs de la Coupe Stanley.
Le 20 juillet 2012, il signe une prolongation de contrat de cinq ans avec les Blues pour près de 21 millions de dollars. La saison 2012-2013 de la LNH ne débute qu'en janvier après un lock out. Oshie ne joue que 30 rencontres sur les 48 que compte le calendrier en raison de plusieurs blessures en fin de saison. Il est de retour au jeu pour les séries mais ne peut rien pour empêcher les Blues de perdre en six rencontres contre les Kings. Il participe une nouvelle fois au championnat du monde et cette fois les États-Unis se qualifient pour la phase finale. Ils éliminent en quart-de-finale la Russie 8-3 mais chutent à la porte de la finale contre la surprise du tournoi : la Suisse. Oshie remporte tout de même sa première médaille internationale alors que son pays bat la Finlande.
Le 1er janvier 2014, la sélection de l'équipe des États-Unis pour les Jeux olympiques d'hiver de 2014 est annoncée et Oshie en fait partie. David Poile, directeur général de l'équipe, annonce alors qu'il est retenu en grande partie grâce à son adresse en tirs de barrage. Lors du deuxième match de poule, les États-Unis sont opposés aux Russes qui jouent à domicile mais les deux équipes ne parviennent pas à se départager. Oshie inscrit le premier but de la séance des tirs de fusillade en trompant Sergueï Bobrovski mais les deux nations sont encore une fois dos à dos un but partout à la suite des trois tentatives de chaque côté. Oshie donne la qualification aux États-Unis en réussissant au total quatre des six tirs qu'il effectue au cours de la séance alors que Jonathan Quick arrête le dernier lancer d'Ilia Kovaltchouk,.
Le 2 juillet après plusieurs années avec les Blues, il est échangé aux Capitals de Washington contre  l'attaquant Troy Brouwer, le gardien Pheonix Copley et un choix de troisième tour lors du repêchage 2016. Le 23 juin 2017, il signe une prolongation de contrat de 8 ans et 46 millions $ avec les Capitals, soit environ 5,75 millions $ par an.

## Parenté dans le sport
Il est le cousin de deuxième niveau de Henry Boucha et de Gary Sargent.

## Statistiques

### Statistiques en club
| Saison     | Équipe                           | Ligue      |       | Saison régulière | Saison régulière | Saison régulière | Saison régulière | Saison régulière |    | Séries éliminatoires | Séries éliminatoires | Séries éliminatoires | Séries éliminatoires | Séries éliminatoires |
| Saison     | Équipe                           | Ligue      | PJ    | B                | A                | Pts              | Pun              | PJ               | B  | A                    | Pts                  | Pun                  |                      |                      |
| 2002-2003  | Warriors de Warroad              | MSHSL      | 31    | 24               | 32               | 56               |                  | -                | -  | -                    | -                    | -                    |                      |                      |
| 2003-2004  | Warriors de Warroad              | MSHSL      | 31    | 43               | 42               | 85               |                  | -                | -  | -                    | -                    | -                    |                      |                      |
| 2004-2005  | Warriors de Warroad              | MSHSL      | 31    | 37               | 62               | 99               | 22               | -                | -  | -                    | -                    | -                    |                      |                      |
| 2004-2005  | Stampede de Sioux Falls          | USHL       | 11    | 3                | 2                | 5                | 6                | -                | -  | -                    | -                    | -                    |                      |                      |
| 2005-2006  | Fighting Sioux du Dakota du Nord | WCHA       | 44    | 24               | 21               | 45               | 33               | -                | -  | -                    | -                    | -                    |                      |                      |
| 2006-2007  | Fighting Sioux du Dakota du Nord | WCHA       | 43    | 17               | 35               | 52               | 30               | -                | -  | -                    | -                    | -                    |                      |                      |
| 2007-2008  | Fighting Sioux du Dakota du Nord | WCHA       | 42    | 18               | 27               | 45               | 57               | -                | -  | -                    | -                    | -                    |                      |                      |
| 2008-2009  | Blues de Saint-Louis             | LNH        | 57    | 14               | 25               | 39               | 30               | 4                | 0  | 0                    | 0                    | 2                    |                      |                      |
| 2009-2010  | Blues de Saint-Louis             | LNH        | 76    | 18               | 30               | 48               | 36               | -                | -  | -                    | -                    | -                    |                      |                      |
| 2010-2011  | Blues de Saint-Louis             | LNH        | 49    | 11               | 22               | 33               | 15               | -                | -  | -                    | -                    | -                    |                      |                      |
| 2011-2012  | Blues de Saint-Louis             | LNH        | 80    | 19               | 35               | 54               | 50               | 9                | 0  | 3                    | 3                    | 6                    |                      |                      |
| 2012-2013  | Blues de Saint-Louis             | LNH        | 30    | 7                | 13               | 20               | 15               | 6                | 2  | 0                    | 2                    | 2                    |                      |                      |
| 2013-2014  | Blues de Saint-Louis             | LNH        | 79    | 21               | 39               | 60               | 42               | 5                | 2  | 0                    | 2                    | 2                    |                      |                      |
| 2014-2015  | Blues de Saint-Louis             | LNH        | 72    | 19               | 36               | 55               | 51               | 6                | 1  | 1                    | 2                    | 0                    |                      |                      |
| 2015-2016  | Capitals de Washington           | LNH        | 80    | 26               | 25               | 51               | 34               | 12               | 6  | 4                    | 10                   | 11                   |                      |                      |
| 2016-2017  | Capitals de Washington           | LNH        | 68    | 33               | 23               | 56               | 36               | 13               | 4  | 8                    | 12                   | 4                    |                      |                      |
| 2017-2018  | Capitals de Washington           | LNH        | 74    | 18               | 29               | 47               | 31               | 24               | 8  | 13                   | 21                   | 31                   |                      |                      |
| 2018-2019  | Capitals de Washington           | LNH        | 69    | 25               | 29               | 54               | 36               | 4                | 1  | 1                    | 2                    | 4                    |                      |                      |
| 2019-2020  | Capitals de Washington           | LNH        | 69    | 26               | 23               | 49               | 26               | 8                | 3  | 0                    | 3                    | 13                   |                      |                      |
| 2020-2021  | Capitals de Washington           | LNH        | 53    | 22               | 21               | 43               | 18               | 5                | 1  | 3                    | 4                    | 0                    |                      |                      |
| 2021-2022  | Capitals de Washington           | LNH        | 44    | 11               | 14               | 25               | 18               | 6                | 6  | 1                    | 7                    | 0                    |                      |                      |
| 2022-2023  | Capitals de Washington           | LNH        | 58    | 19               | 16               | 35               | 59               | -                | -  | -                    | -                    | -                    |                      |                      |
| 2023-2024  | Capitals de Washington           | LNH        | 52    | 12               | 13               | 25               | 44               | 4                | 0  | 1                    | 1                    | 4                    |                      |                      |
| Totaux LNH | Totaux LNH                       | Totaux LNH | 1 010 | 302              | 393              | 695              | 541              | 106              | 34 | 35                   | 69                   | 79                   |                      |                      |

### Statistiques en équipe nationale
| Année | Compétition                 |   | PJ | B | A | Pts | Pun | +/-                |  | Résultat |
| 2006  | Championnat du monde junior | 7 | 1  | 0 | 1 | 10  | 0   | 4e place           |  |          |
| 2009  | Championnat du monde        | 9 | 1  | 2 | 3 | 2   | +2  | 4e place           |  |          |
| 2010  | Championnat du monde        | 6 | 4  | 2 | 6 | 2   | -1  | 13e place          |  |          |
| 2013  | Championnat du monde        | 4 | 1  | 0 | 1 | 2   | -1  | Médaille de bronze |  |          |
| 2014  | Jeux olympiques             | 6 | 1  | 3 | 4 | 4   | 0   | 4e place           |  |          |
| 2016  | Coupe du monde              | 3 | 1  | 0 | 1 | 0   | -2  | 7e place           |  |          |

## Trophées et honneurs personnels

### Western Collegiate Hockey Association
- 2005-2006 : nommé dans l'équipe d'étoiles des recrues
- 2007-2008 : nommé dans la première équipe d'étoiles

### National Collegiate Athletic Association
- 2007-2008 : nommé dans la première équipe d'étoiles de l'ouest des États-Unis

### Ligue nationale de hockey
- 2017-2018 : vainqueur de la Coupe Stanley avec les Capitals de Washington
- 2019-2020 : participe au 65e Match des étoiles de la LNH